# Charles Kingston (homme politique australien)
Pour les articles homonymes, voir Charles Kingston et Kingston.
Charles Cameron Kingston, né le 22 octobre 1850, décédé le 11 mai 1908 est un Premier Ministre d'Australie-Méridionale, en l'honneur de qui la ville de Kingston dans le Territoire de la capitale australienne, la ville de Kingston-On-Murray et la division électorale de Kingston doivent leur nom.
Charles Kingston du parti Libéral est Premier Ministre d'Australie-Méridionale du 16 juin 1893 au 1er décembre 1899. William Lyne fut alors Ministre de l'Intérieur.
En 1900 Charles Kingston va à Londres avec Edmund Barton et Alfred Deakin pour contrôler le passage du projet de fédération devant le parlement impérial et participe aux négociations avec Joseph Chamberlain, le Ministre des Colonies, qui insiste pour garder un droit d'appel des décisions de la Haute Cour devant le Conseil Privé.
Charles Kingston est le fils de George Strickland Kingston (1807-1880).